# Бертран де Жувенель
Бертран де Жувенель де Юрсен (фр. Bertrand de Jouvenel des Ursins, більш відомий як Бертран де Жувенель фр. Bertrand de Jouvenel; нар. 31 жовтня 1903, Париж — пом. 1 березня 1987, Париж) — французький філософ, політичний економіст та футуролог.

## Життєпис
Бертран народився у знатній французькій сім'ї, що походила з регіону Лумізен. Він був сином журналіста Анрі де Жувенеля та Сари Боас, доньки єврейського промисловця. Анрі розірвав шлюб із Сарою в 1912 році, щоб стати другим чоловіком французької письменниці Колетт. У 1920 році, коли йому було лише 16 років, у Бертрана розпочався роман з мачухою, якій тоді було 47 років. Ці стосунки закінчилися розривом шлюбу Анрі з Колетт у 1924 році і спричинили скандал. Дехто вважає, що Бертран є прототипом персонажа роману Колетт «Шері», але насправді вона вже опублікувала близько половини книги в серійній формі ще до першої зустрічі з пасинком навесні 1920 року. Тим не менш, їхні з Бертраном стосунки справді надихнули Колетт на інший твір — роман «Le Blé en herbe». У 1930-х Бертран брав участь у роботі Cahiers Bleus, часопису республіканської синдикалістської партії Джорджа Валуа. З 1930 по 1934 рік у Жувенеля був роман з американською військовою кореспонденткою Мартою Ґеллгорн. Вони б одружилися, якби його дружина погодилася на розлучення.
У своїх мемуарах «Незримі письмена» Артур Кестлер пригадував, що в 1934 році Жувенель був серед невеликої кількості французьких інтелектуалів, які пообіцяли моральну та фінансову підтримку новоствореному Institut pour l'Étude du Fascisme, що вважався самофінансованим проєктом. Серед інших знаменитостей, які пропонували свою підтримку, були професор Ланжевен, Фредерік та Ірен Жоліо-Кюрі, Андре Мальро та інші.
Проте того ж року, Жувенель, вражений антипарламентським путчем 6 лютого 1934 року, розчарувався у традиційних політичних партіях і залишив Радикальну партію. Разом з П'єром Андрю він організував проєкт під назвою La Lutte des jeunes («Боротьба молодих»), в той же час підтримуючи праву газету Gringoire, для якої він, зокрема, висвітлював німецький Нюрнберзький з'їзд 1935 року, де було прийнято ганебні Нюрнберзькі расові закони. Він почав відвідувати роялістські та націоналістичні кола, де зустрів Хендріка де Мана та П'єра Дріє ла-Рошеля.
Він висловлювався за зближення Франції і Німеччини та створив «Cercle du grand pleois», в якому підтримав Comité France–Allemagne (Франко-німецький комітет). Тут він подружився з Отто Абецем, майбутнім послом Німеччини в Парижі під час окупації. У лютому 1936 р. він інтерв'ював Адольфа Гітлера для журналу Paris-Midi і зазнав критики за надто дружнє ставлення до диктатора.
У тому ж році він приєднався до Parti populaire français (PPF) Жака Доріо. Він став головним редактором журналу цієї партії L'Émancipation nationale («Національне визволення»), в якому підтримував фашизм. З PPF він порвав у 1938 році, після того, як Доріо підтримав Мюнхенську угоду.
Через те, що матір Жувенеля пристрасно підтримала незалежність Чехословаччини, він розпочав свою кар'єру як приватний секретар Едварда Бенеша, першого чеховловацького прем'єр-міністра. У 1947 році разом з Фрідріхом Хайєком, Жаком Руефом та Мілтоном Фрідманом Жувенель заснував Товариство Мон-Пелірін. Під старість де Жувенель заснував у Парижі асоциацію «Futuribles International».
Після поразки Франції в 1940 році Жувенель залишився в Парижі і під німецькою окупацією опублікував книгу Apres la Défaite («Після поразки»), в якій закликав Францію приєднатися до Нового порядку Гітлера. Незадовго до звільнення Парижа Союзниками Жувенель втік до Швейцарії. Жувенель був одним з небагатьох французьких інтелектуалів, що приділяли пильну увагу економічній теорії та економіці добробуту, яка виникла в першій половині XX століття в Австрії, Італії, Сполученому Королівстві та Сполучених Штатах. Це розуміння економіки продемонстровано у його книзі «Етика перерозподілу».
Співредактором двох томів есе Жувенеля був політолог Бостонського коледжу Деніс Гейл.
У пізні роки свого життя Жувенель повернувся до лівих політичних поглядів. У 1960 році він скаржився Мілтону Фрідману, що Товариство Мон-Пелерін «дедалі більше звертається до маніхейства, згідно з яким держава — це абсолютно погано, а приватна діяльність — непогрішна». Він зі схваленням ставився до студентських протестів 1968 року і критикував війну у В'єтнамі. Також він висловлював підтримку соціалісту Франсуа Міттерану.

### Суперечка зі Штернхелем
Зеєв Штернхель опублікував книгу Ni Droite, ni Gauche («Ні праві, ні ліві»), в якій звинувачував де Жувенеля у симпатіях до фашизму в 1930-х і 1940-х роках. Де Жувенель подав до суду в 1983 році позов, що мав дев'ять пунктів звинувачення у наклепі, за двома з яких суд визнав його правоту. Проте, вимог до Штернхеля — ані щодо публікації спростування, ані щодо видалення будь-яких уривків з майбутніх друкованих видань його книги — не поступило.